# Playa Santa María del mar

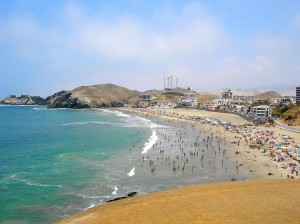
Playa de Santa María del Mar.

La playa Santa María del Mar se encuentra en el kilómetro 50 de la carretera Panamericana Sur de Lima (Perú). Es un balneario que está a cuarenta minutos de Lima. Las personas van a pasar el día como también se quedan en sus casas de verano.  

## Historia
En 1944, Luis Debernardi Dávila descubre una playa, la que ahora se llama Embajadores, quien con sus hermanos Benito y Américo Debernardi inician un proyecto de pesca. Esto necesitaba gran inversión, por eso dejan el negocio y se lo transfieren a su cuñado, Elias Fernandini Clotet, casado con la hermana menor de ellos, Marita. En Embajadores construyen su casa encima de un cerro rodeado de mar, la que se conoce como La Casa del Faro. Construye también casas vecinas más pequeñas para sus invitados. 
Don Elias Fernandini Clotet inicia en el año 1953 la habilitación urbana del balneario de Santa María del Mar. Los ingenieros Eduardo Ridoutt y Alfonso Lituma le sugieren que construya la piscina en el lugar de dónde se había sacado toneladas de tierra para la construcción del malecón de la playuela, actual playa principal del balneario. La piscina se convierte en una sede de lo que ahora se llama el Club Esmeralda.
Los mejores recuerdos de las personas de la época, son las lindas fiestas que se realizaban en el club. Una fiesta que realmente fue memorable fue la fiesta de carnavales del año 1961 con una ambientación rememorando a Versalles. Había un precioso ballet sobre la piscina, música clásica, y baile.

## Club Esmeralda
Cuenta con tres sedes:
- Sede Central
- Sede Náutica
- Sede Deportiva

El club se inicia solamente con la sede central, años después se considera necesario desarrollar una sede Náutica para facilitar el uso de embarcaciones y dar comodidad a los asociados que les gustaban las actividades marinas.
Con el incremento de socios y queriendo ellos practicar otros deportes, se forma la sede deportiva.
- Datos: Q6078512